# 阿拉帕湖

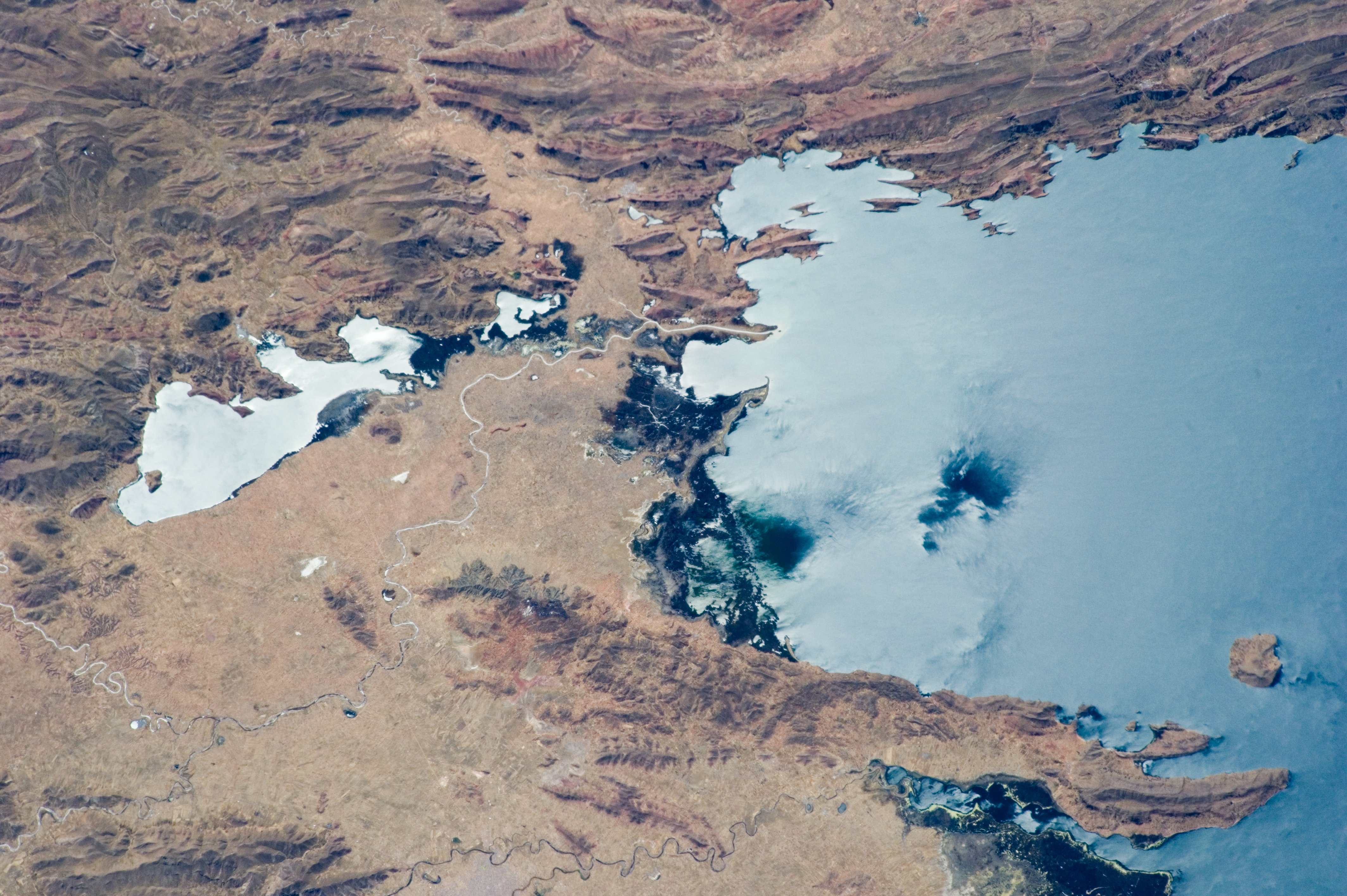

15°10′59″S 69°58′10″W / 15.18306°S 69.96944°W
阿拉帕湖（西班牙語：Laguna de Arapa），是秘魯的湖泊，位於該國東南部普諾大區，由阿拉帕區和丘帕區負責管轄，距離胡利亞卡40公里，海拔高度3,820米，面積131.8平方公里。